# 联合部队司令部
聯合部隊司令部（JFC），負責管理英國陸海空軍三支武裝部隊的聯合作戰能力。

## 歷史

### 背景
2010年8月，時任英國國防大臣的連恩·佛克斯邀請前國防採購國務大臣萊文勳爵擔任國防改革指導小組主席。該小組的職責是獨立審查國防部的結構和管理。該小組於2011年6月提出報告，其中一項重要建議是應建立聯合部隊司令部（JFC）來提供英國陸海空三軍特定的聯合作戰能力，並領導三軍聯合作戰的發展，從經驗中吸取教訓，國防改革指導小組並就如何制定三軍聯合作戰計劃提供建議。

### 成立聯合部隊司令部
聯合部隊司令部的成立由當時的英國國防副參謀長尼古拉斯·霍頓爵士將軍、空軍參謀長史都華·彼奇爵士元帥和國防改革指導小組監督。史都華·彼奇於2011年9月15日被任命為聯合部隊司令部首任司令，並於2011年12月1日上任。
2012年4月實現初始作戰能力，2013年4月達到全面作戰能力，聯合部隊司令部共有約30000名軍事和文職人員。

### 變更為戰略司令部
英國國防大臣佩妮·摩丹特於2019年7月宣布，聯合部隊司令部將更名為“戰略司令部”，負責處理英國國防部的轉型計劃。戰略司令部將整合空中、陸地、海上、網路和太空的作戰能力。
2019年12月9日，聯合部隊司令部宣布更名為戰略司令部。